# Economía de las Islas Salomón
La mayoría de la población de las Islas Salomón depende de la agricultura, pesca y/o de la extracción florestal durante al menos parte de su vida. La economía de subsistencia es el factor económico más importante del país. Según estimativas del año 2000 más del 75% de su fuerza laboral se dedica a la agricultura de subsistencia y la pesca. Hasta 1998, cuando los precios mundiales de las maderas tropicales cayeron abruptamente, la madera era el mayor producto de exportación, y en los últimos años, los bosques de las Islas Salomón fueron peligrosamente sobreexplotados. Otros cultivos importantes y exportaciones son la copra y el aceite de palma. En 1998, Ross Mining de Australia comenzó a producir oro en el canto de oro en Guadalcanal. La exploración de minerales en otras áreas continúa. Sin embargo, a raíz de la violencia étnica en junio de 2000, las exportaciones de aceite de palma y oro cesaron, mientras que las exportaciones de madera cayeron.
La explotación de la pesca en las Islas Salomón ofrece las mejores perspectivas para la exportación y la expansión económica interna. Sin embargo, una empresa Japonesa, Solomon Taiyo Ltd., que operaba la fábrica de conservas de pescado en el país, cerró a mediados de 2000 como consecuencia de los disturbios étnicos. Aunque la planta ha vuelto a abrir bajo la gestión local, la exportación de atún no se ha reanudado.
El turismo, especialmente el buceo, es una industria importante para las Islas Salomón. El crecimiento de la industria esta obstaculizado, por la falta de infraestructura de transporte, y seguridad. En 2017 el número de los turistas extranjeros se elevó a 26 000.
Las Islas Salomón se vio particularmente afectada por la crisis financiera asiática, incluso antes de la violencia étnica de junio del 2000. El Banco Asiático de Desarrollo estima que la caída del mercado de maderas tropicales redujo el PIB de las Islas Salomón entre un 15% -25%. Cerca de la mitad de todos los puestos de trabajo en la industria de la madera se perdieron. El gobierno ha dicho que reformara las políticas de aprovechamiento de la madera con el fin de reanudar el registro en una base más sostenible. Antes de la llegada de la Misión de Asistencia Regional para las Islas Salomón - RAMSI - la intensa violencia étnica, el cierre de importantes negocios y el vaciamiento de las arcas del gobierno culminaron en colapso de la economía. Los esfuerzos de la RAMSI con miras a restaurar la ley y la orden y obtener la estabilización económica llevaron a un crecimiento modesto mientras la economía era reconstruida.
Desde el año 2000 el Gobierno de las Islas Salomón se ha convertido cada vez más insolvente. Se ha agotado su capacidad de endeudamiento, en 2001 el déficit alcanzó el 8% del PIB. Es incapaz de cumplir con dos semanas de nóminas y se ha vuelto extraordinariamente dependiente de los fondos de las cuentas de la ayuda exterior, que proporciona un estimado de 50% del gasto público en 2001. Los principales donantes de ayuda son: Australia 247 millones de dólares por año (2006) Archivado el 18 de mayo de 2006 en Wayback Machine., Nueva Zelanda $ 14 millones por año (2004), la Unión Europea, Japón 40 millones de dólares por año (2005), y la República de China (Taiwán) por lo menos $ 20 millones por año.
Las Islas Salomón son miembro de la OMC.
Economía - visión general:
PIB
paridad de poder adquisitivo - $ 800 millones (2002 est)
PIB - tasa de crecimiento real:
5,8% (2003 est)
Ayuda del gobierno extranjero como % del PIB:
40,125% (2006 est)
PIB - per cápita:
paridad de poder adquisitivo - $ 1.700 (2002 est)
PIB - composición por sector:

agricultura:
42%

Industria:
11%

servicios:
47% (2000 est)
Incluyendo la recepción de ayuda como un sector del PIB:
agricultura: 25%
industria: 6,5%
servicios: 28% (2000 est)
ayuda recibida de otros países: 40,5%
Población por debajo del umbral de la pobreza:
NA%
Ingreso de los hogares o consumo por porcentaje compartido:

10% más pobre:
NA

10% más rico:
NA
tasa de in (precios al consumidor):
10% (1999 est)
Mano de obra:
26.3
Fuerza laboral- por ocupación:
agricultura 75%, industria 5%, servicios 20% (2000 est)
Tasa de desempleo:
NA
Presupuesto

Ingresos:
$ 49,7 millones

Gastos:
$ 75,1 millones, incluyendo gastos de capital de $ 0 (2003)
Industrias.
pescado (atún), la minería, la madera
Tasa de crecimiento de la producción industrial
NA
Agricultura - productos:
cacao, frijol, coco, almendra de palma, arroz, patata, verduras, frutas, ganado, cerdos, madera, pescado
Exportaciones
$ 142 millones (fob, 1998 est)
Exportaciones - productos
madera, pescado, aceite de palma, cacao, copra
Exportaciones - socios:
Japón 50%, España 16%, Reino Unido, Tailandia, 5% (1996)
Importaciones:
$ 160 millones (cif, 1998 est)
Importaciones - productos:
planta y equipo, productos manufacturados, alimentos y animales vivos, combustibles
Importaciones - socios:
Australia 42%, Japón 10%, Singapur 9%, de Nueva Zelanda 8%, Estados Unidos 5% (1996)
Deuda - externa:
$ 135 millones (1997)
Ayuda económica - beneficiario:
$ 46,4 millones (1995)
Moneda:
1 Dólar de las Islas Salomón (SI$) = 100 centavos
Tasas de Cambio
Las Islas Salomón dólares (SI $) por 1$US a 5.0745 (enero de 2000), 4.8381 (1999), 4.8156 (1998), 3.5664 (1997), 3.4059 (1995)
'

## Energía
Electricidad - producción:
30 GWh (1998)
Electricidad - producido por una fuente:

Combustibles fósiles
100%

Hidroeléctrica
0%

Energía nuclear
0%

otros:
0,12
Electricidad - consumo:
28 GWh (1998)
Electricidad - exportaciones:
0 kWh (1998)
Electricidad - importaciones:
0 kWh (1998)

### Energía renovable
Un equipo de desarrolladores de energía renovable que trabajan para la Comisión de Geociencias Aplicadas de las islas del pacífico (SOPAC) y financiado por la Asociación de energía renovable y eficiente (REEEP), han ideado un plan que permite a estas comunidades acceder a la energía renovable, como la solar, sin aumentar importantes sumas de dinero en efectivo. Si los isleños no fueran capaces de pagar por linternas solares con dinero en efectivo, los promotores del proyecto dicen que pueden pagar con cultivos